# Vivaldo Nascimento
Vivaldo Nascimento Barreto (* 14. März 1980) ist ein ehemaliger brasilianischer Fußballspieler, der im Lauf seiner Karriere in Deutschland beim FC St. Pauli, Eintracht Frankfurt, Rot-Weiss Essen und dem SV Wilhelmshaven spielte.

## Karriere
Nascimento kam Anfang 2003 vom Prudentópolis EC zum damals zweitklassigen FC St. Pauli. In seiner ersten Halbserie in Deutschland wurde er in 14 Partien eingesetzt, konnte jedoch den Abstieg seines Clubs nicht verhindern. Für St. Pauli spielte er daher in der folgenden Saison in der Regionalliga Nord, ehe er im Januar 2004 zum Erstligaverein Eintracht Frankfurt wechselte. Dort kam er aber nur zu zwei Bundesligaeinsätzen als Einwechselspieler und zog bereits nach einem halben Jahr zum Zweitligisten Rot-Weiss Essen weiter. Dort schoss er am 28. November 2004 bei einer 2:3-Niederlage gegen die SpVgg Greuther Fürth sein einziges Tor im deutschen Profifußball. Nach einem Jahr in Essen wechselte er zurück zum FC St. Pauli, kam dort aber in der kompletten Saison 2005/06 nur zu einem einzigen Einsatz. Im Jahr 2007 absolvierte Nascimento noch einmal zwei Spiele in der Regionalliga Nord für den SV Wilhelmshaven.